# Элизабет (мюзикл)
Элизабет — венский немецкоязычный мюзикл с текстом и либретто Михаэля Кунце и музыкой Сильвестра Левая. Сюжет изображает жизнь и смерть императрицы Австрии, Елизаветы Баварской, жены императора Франца Иосифа. Мюзикл был переведен на девять языков и стал самой успешной немецкоязычной постановкой, его посмотрели более двенадцати миллионов зрителей во всем мире.

## Мировая премьера и другие венские постановки
Мировая премьера «Элизабет», в постановке Гарри Купфера, состоялась 3 сентября 1992 года в «Theater an der Wien» (Вена, Австрия), мюзикл шёл без перерыва до января 1997 года. Вновь, после перерыва, мюзикл продолжался с 4 сентября 1997 года до 25 апреля 1998 года и с 3 октября 2003 года до 4 декабря 2005 года. Мюзикл вернулся в Вену 5 сентября 2012 года в честь двадцатилетнего юбилея на сцену Раймунд-театра. 5 и 6 июня 2019 года  компания VBW на открытой сцене перед дворцом Шёнбрунн представила зрителям концертную версию мюзикла. Партию императрицы исполнила первая исполнительница роли Элизабет Пиа Даувес, а Смерти - Марк Зайберт. Спектакли 2020 и 2021 годов были отменены из-за пандемии коронавируса. С 30 июня по 2 июля 2022 года мюзикл вновь прошел на открытой сцене. Второй раз в истории мюзикла партию императрицы исполнили две актрисы - молодую Елизавету до середины арии «Ich gehör nur mir» сыграла Абла Алауи, со второй половины арии и до конца концерта -  Майя Хакворт, Андрэ Бауэр спустя 15 лет вернулся к роли Франца Иосифа, Смерть вновь сыграл Марк Зайберт. .

### Основные роли (оригинальная труппа)
- Елизавета (Elisabeth): Пиа Даувес
- Смерть (Der Tod): Уве Крёгер
- Франц Иосиф (Franz Joseph): Виктор Гернот
- Лукени (Lucheni): Этан Фриман
- Наследный принц эрцгерцог Рудольф (Kronprinz Erzherzog Rudolf): Андреас Бибер
- Эрцгерцогиня Софи (Erzherzogin Sophie): Эльза Людвиг
- Максимилиан (Max): Вольфганг Пампел
- Людовика (Ludovika)/Фрау Вольф (Frau Wolf): Кристина Вэттштайн

## CD и DVD
На январь 2024 года существует по крайней мере, около 38 каст-альбомов и живых записей, демонстрационных и рекламных альбомов/синглов, а также было выпущено более 19 коммерческих DVD с шоу, большинство из которых - записи спектаклей театра Такарадзука. И это не считая бесчисленные сольные альбомы артистов и специальные сборники, в которые вошли арии из мюзикла. Здесь перечислены наиболее общедоступные или известные постановки.
- VIENNA 1992 Elisabeth — Originalaufnahmen aus dem Musical Elisabeth (Студийная запись оригинального состава венской постановки 1992 года).

Елизавета: Пиа Даувес, Смерть: Уве Крёгер, Луиджи Лукени: Этан Фриман
Polydor GMBH — 513 792-2
- VIENNA 1996 Elisabeth — Live aus dem Theater an der Wien Gesamtaufnahme des Musicals Elisabeth (Концертная запись венской постановки 1996 года).

Елизавета: Майя Хакворт, Смерть: Аддо Круизинга, Луиджи Лукени: Бруно Грассини
Polydor GMBH — 531 418-2
Живая запись Венской постановки сделана на спектаклях 19-го и 20-го января 1996
- SCHEVENINGEN 1999 Elisabeth — original Dutch cast album (Студийная версия голландской постановки 1999 года).

Елизавета: Пиа Даувес, Смерть: Стэнли Бурлесон, Луиджи Лукени: Вим ван дер Дриссен
Polydor — 543 335-2
- ESSEN 2001 Elisabeth — Highlights der deutschen Urauffürung im Colosseum Theater Essen (Студийная версия немецкой постановки 2001 года).

Елизавета: Пиа Даувес, Смерть: Уве Крёгер, Луиджи Лукени: Карстен Леппер
Polydor GMBH — 549 800-2
- VIENNA 2004 Elisabeth — Aktuelles Cast Album, Wien (Каст 2004 года, Вена)
Елизавета: Майя Хакворт, Смерть: Матэ Камараш, Луиджи Лукени: Serkan Kaya, Франц Иосиф: Андре Бауер, Эрцгерцог Рудольф: Лукас Перман
HitSquad Records 668053

- VIENNA 2005 Elisabeth — Gesamtaufnahme live aus dem Theater an der Wien (Концертная запись 2005 года)
Елизавета: Майя Хакворт, Смерть: Мате Камараш, Луиджи Лукени: Серкан Кайя, Франц Иосиф: Андре Бауер, Эрцгерцогиня Софи: Эльза Людвиг, Эрцгерцог Рудольф: Фриц Шмид
HitSquad Records 668262
Съёмка венской постановки 30-го и 31-го октября 2005 года, вышла в ноябре 2007 года в широкоформатной версии на двух DVD-дисках, с дополнительными материалами о предыдущих постановках, с закулисными интервью и субтитрами на нескольких языках.
- TOUR-CAST 2011-2012 Elisabeth -  Jubiläums-Tournee Cast 2011/2012 (LIVE-запись каст-тура, посвященного будущему юбилею мюзикла)    Елизавета: Аннемике ван Дам, Смерть: Марк Зайберт, Луиджи Лукени: Курош Абасси, Франц-Иосиф: Матиас Эденборн, Эрцгерцогиня Софи: Бетти Вермолин, Эрцгерцог Рудольф: Оливер Арно
- VIENNA 2012 Elisabeth - Gesamtaufnahme Live Jubiläumsfassung (LIVE-запись постановки, посвященной 20-ию мюзикла) Елизавета: Аннемике ван Дам, Смерть: Марк Зайберт, Луиджи Лукени: Курош Абасси, Франц-Иосиф: Франзикус Хартенштайн, Эрцгерцогиня Софи: Дагмар Хеллберг, Кронпринц Рудольф: Антон Цитерхольм

- VIENNA 2019 Elisabeth - Konzertante Auffuhrung Open Air (Живая запись концертной версии от 5 и 6 июля 2019 года)    Елизавета: Пиа Дауэс; Смерть: Марк Зайберт; Луиджи Лукени: Дэвид Якобс; Франц-Иосиф: Виктор Гернот; Эрцгерцогиня Софи: Даниэла Циглер; Кронпринц Рудольф: Лукас Перман; Людовика/фрау Вольф: Патриссия Несси; Максимиллиан: Ханс Неблунг
- VIENNA 2022 Elisabeth LIVE Iin Schönbrunn - Original Wien Concert Cast 2022 (DVD и Blu-ray концертной версии мюзикла от 30 июня 2022 года)  Элизабет - Майя Хакворт; Юная Элизабет - Абла Алауи, Смерть - Марк Зайберт; Луиджи Лукени - Дэвид Якобс; Франц Иосиф - Андрэ Бауэр; София - Даниэла Циглер; Рудольф - Лукас Перман; Людовика/фрау Вольф - Катя Берг; Максимиллиан - Ханс Неблунг

## Содержание
I акт
Действие начинается примерно через сто лет после смерти Елизаветы Баварской в Подземном мире. Убийца императрицы, Луиджи Лукени, должен оправдать свое преступление перед незримым судьей. Он пытается доказать, что не виноват и всеми его действиями руководила Смерть из-за любви к Елизавете. Убийца в качестве своих свидетелей призывает давно погибших представителей династии Габсбургов.
Действие переносится в замок Поссенхофен. 
Пятнадцатилетняя Елизавета проводит свою юность, как ей хочется: пишет стихи, разучивает различные цирковые трюки, мечтая когда-нибудь стать артисткой или лучшей в мире наездницей вместо скучных обязанностей принцессы. Провожая своего отца, герцога Максимилиана, в очередную поездку, она признается, что вместо занудных великосветских мероприятий предпочла бы путешествовать по свету, как и он.
Тем временем матери Елизаветы, Людовике, родной сестре эрцгерцогини Софии, приходит письмо с известием о том, что последняя хочет выдать старшую дочь своей сестры, Елену, за своего сына, императора Франца-Иосифа. Людовика с нескрываемой радостью сообщает это на семейном празднике. Тем временем Елизавета готовится показать всем свой лучший номер на трапеции, но неожиданно срывается с нее.
Смерть, влюбившись в принцессу, оставляет ей жизнь. Елизавета очнувшись, под удивленный ропот собравшейся вокруг нее родни начинает разговаривать со своим спасителем, понимая при этом, кто он такой на самом деле.
На дворе 1853 год. В Вене правит молодой и еще не опытный император Франц-Иосиф, большинство своих решений он принимает под влиянием авторитетной матери.
София решила устроить встречу императора и баварской принцессы на курорте в Бад-Ишле. Но ко всеобщему разочарованию вместо скромной Елены Франц-Иосиф выбирает жизнерадостную Елизавету. 
Семейная жизнь императорской четы не будет легкой, о чем и предупреждает император свою будущую жену, но она с оптимизмом принимает это, надеясь, что вместе они все смогут преодолеть.
24 апреля 1854 года Франц-Иосиф и Елизавета женятся. 
На балу придворные бурно обсуждают и осуждают новую императрицу.
Тем временем на торжество приходит сама Смерть, предупреждая Елизавету, что, хоть она его и отвергла, победа все равно будет за ним.
Семейная жизнь начинается с жестких упреков и требований Софии к Елизавете, но пришедший в разгар ссоры Франц-Иосиф принимает сторону эрцгерцогини, попросив при этом жену слушаться во всем всезнающую мать, говоря, что так будет лучше для них обоих. Оставленная в отчаянии Елизавета не решает мириться с придворным этикетом, избрав для себя на всю жизнь девиз "Принадлежать лишь себе".
Последующие четыре года супружества проходят достаточно тяжело: в первый год император, загруженный государственными делами, часто оставлял жену одну, на второй и третий год долгожданных детей забирает к себе на воспитании София, почти не давая выполнять Елизавете свои материнские обязанности. На четвертый год Елизавета, осознав, что может диктовать свои условия, используя при этом свою красоту и шарм, предоставляет мужу, который просит помочь ее во внешней политике, выбор: либо он отдает ей детей, либо она никуда не едет, и императору ничего не остается делать, как согласиться.
В поездке в Венгрию их дочери тяжело заболевают, и тут Елизавету снова посещает Смерть, забрав при этом ее первенца.
В венских кофейнях на протяжении  еще нескольких лет обсуждают положение страны на мировой арене, семейную войну Софии и Елизаветы и рождение долгожданного наследника - Рудольфа.
Проходят еще несколько лет. Кронпринц подрос, и Эрцгерцогиня приставляет к нему жесткого учителя, чтобы воспитать в нем будущего правителя.
Узнав о методах воспитания, Елизавета выдвигает Францу-Иосифу ультиматум: она хочет сама воспитывать своих детей и решать, что ей делать и что позволено, тот лишь в смятении покидает жену.
Тем временем к императрице снова приходит Смерть, предлагая отправиться вместе "в лучшую реальность". Елизавета хотела было согласиться и чуть не прыгнула в его объятия, но мгновенно осознав, что хочет жить, грубо отвергает Смерть.
Между тем простой народ все больше негодует, возненавидев императрицу за то, что последняя забирает все молоко себе на ванны.
Лукени подстрекает толпу на бунт.
Елизавета, пока не добившись своего, решает посвятить себя уходу за собственной красотой. Пока личная фрейлина, графиня Эстерхази, вместе с несколькими горничными приводят ее в порядок, неожиданно в покои приходит император, желающий поговорить с Елизаветой.
Франц-Иосиф принимает условия императрицы, говоря при этом, что не сможет жить без ее любви. Елизавета рада слышать эти слова и готова дальше идти по жизни вместе с мужем, но требует, чтобы ее больше не связывали в действиях.
Затаившись Смерть все равно думает, что одержит победу, пусть для этого и нужно ждать.
II акт.
Лукени под видом продавца сувениров предлагает публике различные мелкие побрякушки с символикой и изображениями Елизаветы: сейчас она как-никогда популярна, особенно в Венгрии, с которой 8 июня 1867 году Австрия объединилась в двуединую монархию Австро-Венгрию.
Венгры боготворят свою новую королеву, но при этом все понимают, что скоро наступит закат эпохи Габсбургов.
Елизавета празднует свой триумф, и неожиданно на праздник снова врывается Смерть, в очередной раз напоминая императрице, что своей бурной жизнью она обязано именно ему. Елизавета в очередной раз отвергает его.
Тем временем в темной комнате дворца в Вене грустит и скучает маленький кронпринц Рудольф: его все бросили, даже горячо любимая мать, которая постоянно куда-нибудь спешит и не может уделить своему сыну даже немного времени.
Его утешает неожиданно появившийся из тени Смерть, говоря, что когда принцу будет нужно, он снова придет на его зов.
А у Елизаветы просто не хватает этого самого времени - у нее полно обязанностей. Например, навещать больных и убогих, но с особым удовольствием она посещает сумасшедшие дома. В один из таких визитов императрица встречает женщину, возомнившую себя ей. Сначала возмущенная, но потом с понимаем и некой завистью, Елизавета рассказывает, как тяжела ее ноша, что легче было бы сойти с ума, но на это ей просто не хватает смелости.
А София не собирается сдавать свои позиции: вместе со своими советниками они придумывают план, как "помочь" императору забыть нерадивую жену: граф Грюнне отправляется в салон мадам Вольф и выбирает самую красивую проститутку, проведя ночь с которой, император позже заражает венерической болезнью Елизавету.
Неожиданно упав в обморок во время выполнения физических упражнений, Елизавета приводит в волнение графиню Эстерхази, которая вызывает врача. Под его видом пришла Смерть, деликатно объяснив, почему такое могло произойти с императрицей. Елизавета в бешенстве грозится покончить с собой,  и раскрывший себя Смерть ликует.  Но теперь, поняв, что такой поступок мужа может порвать Елизавете цепи, держащие ее рядом с ним, императрица вновь прогоняет Смерть
Узнав о болезни жены, Франц-Иосиф возмущенно высказывает матери, что больше не даст разрушить свое счастье. Оставшаяся в одиночестве, София с горечью признается, чего стоило ей быть жесткой и строгой, как тяжело ей было все это время, и пророчит такому правителю, ставящему свое личное счастье выше государственного долга, скорую гибель его и империи.
Елизавета пускается в бесконечные странствия по свету, лишь бы быть подальше от Вены, постоянно скрывает лицо веером и считает седые волосы, боясь стремительно приближающейся старости.
Тем временем умирает София и взрослеет Рудольф, который стал беспокоить отца своей сильной симпатией к Венгрии.
Кронпринц, естественно в тайне, вместе с венгерскими заговорщиками думает свергнуть императора, тем самым окончательно дав свободу венгерскому народу.
В ожидании встречи, на которой должно все решиться, Рудольф в смятении призывает Смерть. Их разговор внушает кронпринцу, что только он сможет спасти империю от гибели.
Но Франц-Иосиф давно догадывался, с чем именно связан сын, и, в попытках поговорить, Рудольф в ярости высказывает недовольство консервативностью отца, что может привести в итоге к гибели империи и всеобщей ненависти.
Тем временем, в Вене проходит все больше демонстраций антисемитов.
Елизавета, остановившись на Корфу, призывает дух своего любимого поэта - Генриха Гейне, но вместо него приходит призрак отца, который хочет образумить дочь, ставшую циничной и эгоистичной женщиной с каменным сердцем. Она лишь оправдывает свои действия нежеланием мириться с устоявшимся порядком, но  на мгновение признает, что сама стала одной из тех, которых так презирала. В конце концов, расставшись с духом отца, она твердит про себя, что слишком поздно меняться.
В отчаянии Рудольф умоляет свою мать постоять за него перед отцом, думая, что та поймет его, ведь сын и мать так похожи. Но Елизавета лишь пренебрежительно отвергает его просьбу.
Рудольф, в конец разбитый и отчаявшийся, кончает жизнь самоубийством, застрелившись 30 января 1889 года в Майерлинге.
Только на похоронах над гробом сына Елизавета осознает, что натворила - она была нужна, но поняла это слишком поздно. В горе Елизавета призывает Смерть, но уже он отвергает императрицу, ссылаясь на то, что ему не нужна столь измученная жизнью женщина.
Проходят годы. Елизавета снова начинает путешествия, пытаясь оправиться после потери сына, и в один из лунных вечеров в бухте она встречает Франца-Иосифа, который повсюду пытался догнать любимую.
Император пытается убедить Елизавету, что уже поздно искать что-то, они слишком стары, а душевные раны можно исцелить любовью, но та лишь твердит, что они слишком разные, и их путям больше никогда не пересечься.
Проходит еще несколько лет. Смерть забирает одного за другим родственников императрицы, и, привидевшись в кошмаре Францу-Иосифу, предрекает скорую гибель самой Елизаветы и империи Габсбургов.
Действие снова переносится в тот момент, когда начался допрос убийцы. Незримый судья выясняет остальные обстоятельства гибели Елизаветы Баварской.
10 сентября 1898 года итальянский анархист Луиджи Лукени на набережной Женевского озера средь бела дня заточкой наносит смертельный удар императрице, победно злорадствуя.
Смерть приходит за Елизаветой и все-таки принимает ее в свои объятия.

## Сцены
| Первый АКТ 1. Prolog — Richter, Lucheni, Tod, die Toten Пролог — Судья, Лукени, Смерть, Мертвые 2. Wie du — Elisabeth, Max Как ты — Елизавета, Максимилиан 3. Schön, euch alle zu seh’n — Ludovika, Hélène, Familie Очень приятно всех вас видеть здесь — Людовика, Елена, семья 4. Kein Kommen ohne Gehen (Rondo) — Tod Нельзя прийти, если не будешь идти (Каждая дорога — лабиринт) — Смерть (сцена присутствует в венгерской, японских, венских [2012,2019] и корейских [2013,2018] постановках ) 5. Schwarzer Prinz — Elisabeth Черный принц — Елизавета (в первоначальной версии реприза «Как ты», переписана для голландской премьеры и последующих постановок) 6. Jedem gibt er das Seine — Sophie, Franz-Joseph, das Gericht Каждому своё (Каждый получает то, что заслужил) — Софи, Франц-Иосиф, суд 7. So wie man plant und denkt… — Lucheni, Sophie, Hélène, Elisabeth, Franz-Joseph Ничего не идет по плану — Лукени, Софи, Елена, Елизавета, Франц-Иосиф 8. Nichts ist schwer — Franz-Joseph, Elisabeth Это не сложно — Франц-Иосиф, Елизавета 9. Alle Fragen sind gestellt — Hochzeitschor Все вопросы заданы — свадебный хор (В постановке театра «Такарадзука» к хору присоединяется Смерть) 10. Sie passt nicht — Sophie, Max, Hochzeitsgäste Она не подходит — Софи, Максимилиан, свадебные гости 11. Der letzte Tanz — Tod Последний танец — Смерть 12. Eine Kaiserin muss glänzen — Sophie, Gräfin Esterházy, Hofdamen Императрица должна сиять — Софи, графиня Эстергази, придворные дамы 13. Ich gehör nur mir — Elisabeth Я принадлежу только себе — Елизавета 14. Die ersten vier Jahre — Lucheni, Elisabeth, Sophie, Hofdamen, Franz-Joseph, Das Gericht, die Ungarn Первые четыре года — Лукени, Елизавета, Софи, придворные дамы, Франц-Иосиф, венгры 15. Die Schatten werden länger (reprise) — Tod Тени становятся длиннее — Смерть (В постановке театра «Такарадзука» эта сцена является разговором Смерти и венгерских революционеров) 16. Die fröhliche Apokalypse — Lucheni, Kaffeehaus-Schutzherren Ожидание конца света — Лукени, кафе-патроны (В японских постановках в сплетни посетителей вплетены переговоры австрийских и венгерских революционеров, а также присоединившейся к ним Смерти) 17. Kind oder nicht — Sophie, Gräfin Esterházy, Young Rudolf Ребенок или нет — Софи, графиня Эстергази, юный Рудольф (Написана для немецкой премьеры и последующих постановок. Сцена отсутствует в постановке театра «Такарадзука» ) 18. Elisabeth, mach auf, mein Engel — Franz-Joseph, Elisabeth, Tod Элизабет, открой, мой ангел — Франц-Иосиф, Елизавета, Смерть 19. Milch — Lucheni, die Armen Молоко — Лукени, бедные люди (В японской постановке компании «Тохо» к толпе присоединяются революционеры, а в постановке театра «Такарадзука» еще и Смерть) 20. Schönheitspflege — Gräfin Esterházy, Hofdamen Забота о красоте — графиня Эстергази, придворные дамы 21. Ich will dir nur sagen («Ich gehör nur mir» Reprise) — Franz-Joseph, Elisabeth, Death Я только хочу сказать тебе (реприза «Я принадлежу только себе») — Франц-Иосиф, Елизавета, Смерть | Второй АКТ 1. Kitsch — Lucheni Китч — Лукени 2. Éljen! — Ungarische Mengen, Lucheni Слава! — Венгерская толпа, Лукени (нет в немецкой постановке) 3. Wenn ich tanzen will — Tod, Elisabeth Когда я захочу танцевать — Смерть, Елизавета (написана для немецкой премьеры и последующих постановок). Изначально - Wenn ich tanz (Когда я танцую) 4. Mama, wo bist du? — Young Rudolf, Tod Мама, где ты? — юный Рудольф, Смерть 5. Wir oder sie — Sophie, Das Gericht Мы или она — Софи, советники 6. Nur kein Genieren — Frau Wolf, Lucheni, Die Dirnen Не смущайтесь — фрау Вольф, Лукени, проститутки 7. Maladie (Der letzte chance) — Tod, Elisabeth Французская болезнь (Последний шанс)— Смерть, Елизавета 8. Zwischen Traum und Wirklichkeit — Elisabeth Между мечтой и реальностью — Елизавета (только в первой японской постановке компании Toho) 9. Bellaria — Sophie,Franz-Joseph Балкон — Софи, Франц-Иосиф (впервые появилась в венгерской постановке 1996 года, с этого времени во всех постановках, кроме театра «Такаразука» ) 10. Die rastlosen Jahre — Franz-Joseph, Das Gericht, die Hofdamen Беспокойные годы — Франц-Иосиф, советники, придворные дамы 11. Sie ist verrückt — Elisabeth, Miss Windisch Она безумна — Елизавета, фройляйн Виндиш 12. Nichts, nichts, gar nichts — Elisabeth Ничего, ничего, совсем ничего — Елизавета (заменило танцевальный номер с Элизабет в роли Титании из «Сна в летнюю ночь») 13. Jagd Охота (Jagd) — Сцена об охотничьих поездках Елизаветы в европе (только в премьерной венской и венгерских постановках) 14. Rudolf, ich bin ausser mir — Franz-Joseph, Rudolf Рудольф, я вне себя — Франц-Иосиф, Рудольф 15. Hass — Antisemiten Ненависть — Антисемиты (нет в корейской и постановке женского театра «Такаразука» (Япония) из-за спорного содержания ) 16. Die Schatten werden länger — Tod, Rudolf Тени становятся длиннее — Смерть, Рудольф (В корейской постановке вместо хора мертвецов - хор революционеров) 17. Verschwörung - Rudolf, Revolutionäre, Tod Заговор - Рудольф, революционеры, Смерть (в голландской, немецких, японских и корейской постановках) 18. Wie du (reprise) — Elisabeth, der Geist von Max Как ты (реприза) — Елизавета, призрак Максимилиана (Сцена отсутствует в постановке женского театра «Такаразука») 19. Wenn ich dein Spiegel wär — Rudolf, Elisabeth Если бы я был твоим зеркалом — Рудольф, Елизавета 20. Mayerling-Walzer — Rudolf, Tod, Mary Vetsera Майерлинг-Вальс — Рудольф, Смерть, Мария Вечера 21. Rudolf, wo bist du? — Elisabeth (a duet with Sophie’s Ghost in the Hungarian and Dutch production) Рудольф, где ты? (Rudolf, wo bist du?) — Елизавета (в венгерской и голландской постановках в середине сцены присутствует обращение призрака Софи к Елизавете) 22. Mein neues Sortiment (Kitsch reprise) — Lucheni Мой новый ассортимент (реприза «Китча») — Лукени 23. Boote in der Nacht — Elisabeth, Franz-Joseph Лодки в ночи — Елизавета, Франц-Иосиф 24. Am Deck der sinkenden Welt — Lucheni, Tod, Franz-Joseph, der Habsburgs На палубе тонущего мира — Лукени, Смерть, Франц-Иосиф, Габсбурги 25. Der Schleier fällt — Elisabeth, Tod Спадает пелена (Занавес падает) — Елизавета, Смерть 26. Schlussapplaus — Instrumental Заключение (поклоны) — инструментал (длина и количество музыкальных тем меняются в разных постановках) |
| | |